# Onze-Lieve-Vrouwekapel (Nieuwenhove)

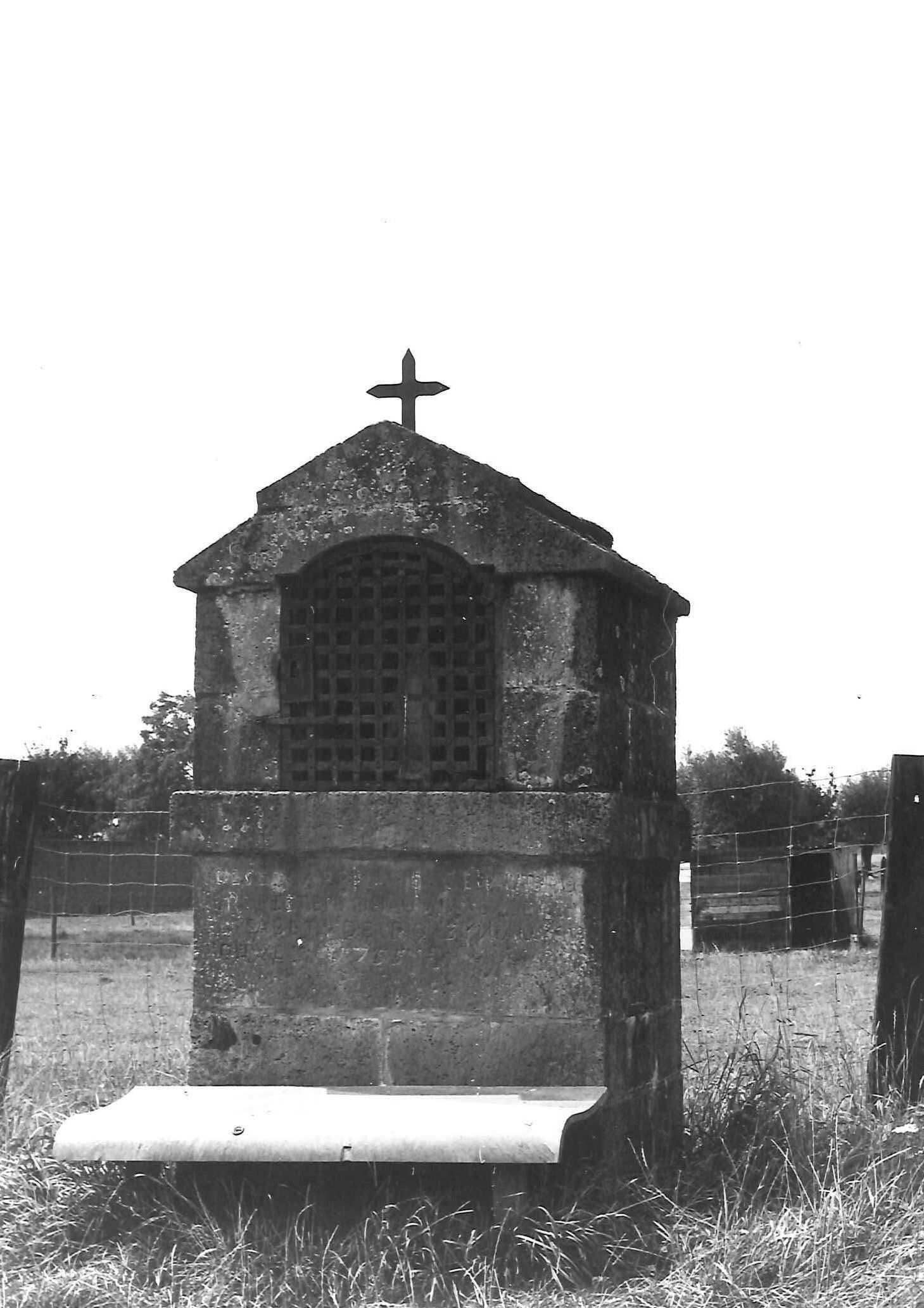
Onze-Lieve-Vrouwekapel

De Onze-Lieve-Vrouwekapel is een kapel in de tot de Oost-Vlaamse gemeente Geraardsbergen behorende plaats Nieuwenhove, gelegen aan de Hoogstraat.
De kapel werd opgericht in 1755 en draagt de tekst:
Dese cappelle is gebaut door Peeter Dhauwer ende Elisabeth De Ro zijn auysvrouwe 1755
Het is een niet betreedbaar kapelletje die op een zandstenen sokkel werd aangebracht en in een met een raster afgeschermde spiegelboognis een Mariabeeldje toont.